# 那須岳

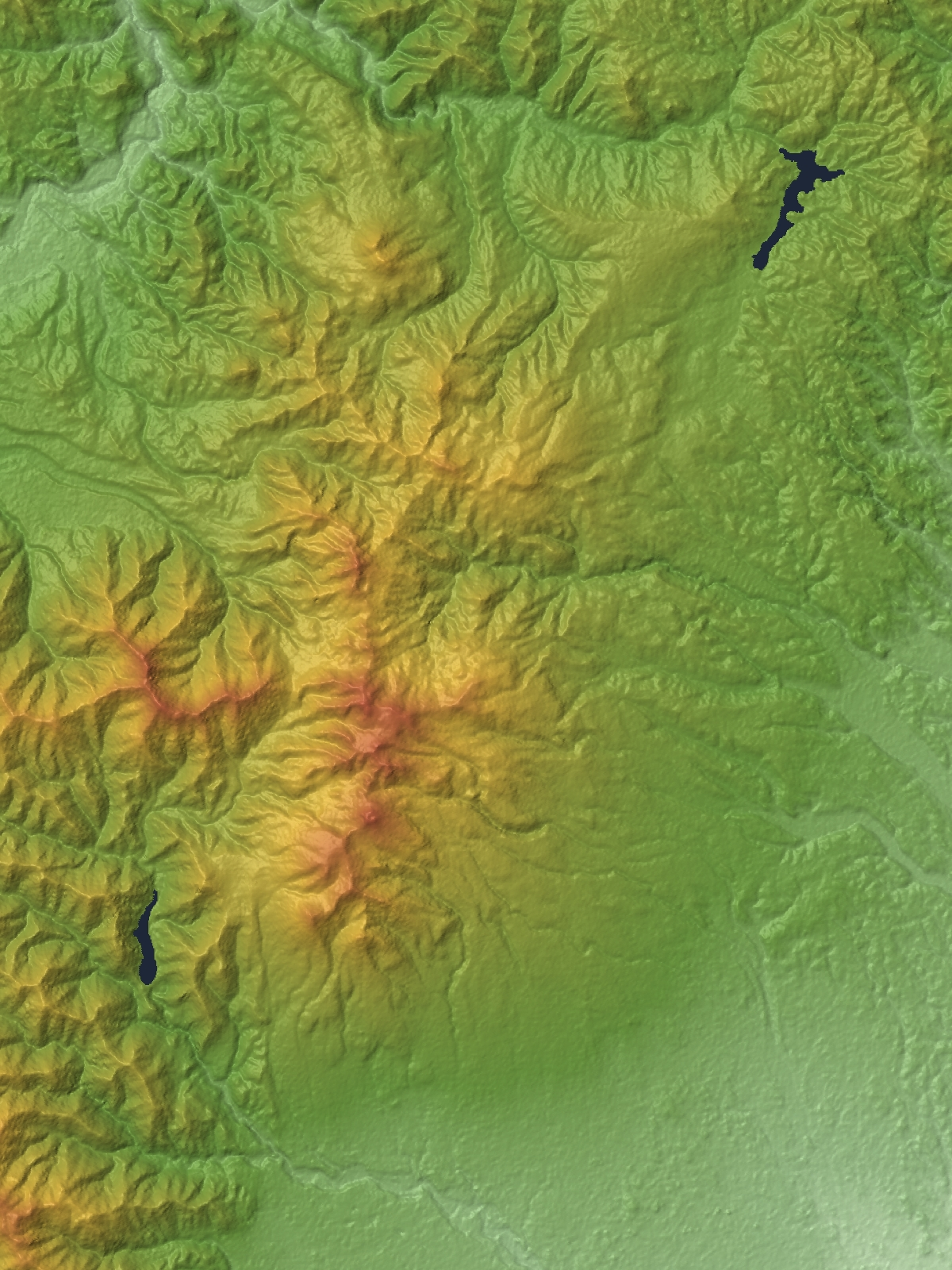
那須火山群の地形図

那須岳（なすだけ）は、広義には栃木県北部に位置する那須連山の総称（特に茶臼岳や朝日岳、三本槍岳三山の総称）。狭義には那須連山の主峰の茶臼岳（標高1,915m）をいう。那須火山帯の南端に位置する。深田久弥の日本百名山の一つ。本項では那須五岳や那須連山について記す。

## 概要
那須岳は栃木県の最北端に位置する。日本百名山の著者である深田久弥は書中に『那須岳とは那須五岳の中枢を成す茶臼岳、朝日岳および三本槍岳のこと』と記している。
主峰の茶臼岳（栃木県那須郡那須町、標高1,915m）は関東地方を代表する活火山で、噴火口の「茶臼の釜」からは蒸気と火山ガスを盛んに噴出している。茶臼岳の山頂の西側には噴火口を望む「無間地獄」がある。茶臼岳の国有林は「茶臼岳自然観察教育林」に指定されている。
標高が最も高い地点は三本槍岳(1,917m)で主峰茶臼岳の山頂より2m高い。茶臼岳と三本槍岳は山頂部が丸く、鋭鋒は朝日岳のみである。また、茶臼岳と朝日岳は山頂部が全体的に岩場であるが、三本槍岳は山頂部がほぼ土と砕石の堆積した斜面で草木も生える。

## 那須岳の主な峰（那須五岳）
- 茶臼岳（栃木県那須郡那須町）
  - 標高1,915m。噴気あり。山頂部は非常に広く、噴火口に近い区域は硫黄の臭気が漂う。山頂部に緑は殆ど無い。
- 朝日岳（栃木県那須郡那須町）
  - 標高1,896m。最も峻険な山体を有する鋭鋒。山頂部は狭い。山体は岩場やガレ場が多い。山頂部に緑は殆ど無い。
- 三本槍岳（栃木県那須塩原市、福島県西白河郡西郷村）
  - 標高1,917m。那須岳の最高峰。低木など緑も見られる。三本槍岳という勇壮な名称を冠するが、実際には山頂部は丸く狭い。
- 南月山（みなみがつさん）
  - 標高1,776m。
- 黒尾谷（くろおや）岳
  - 標高1,589m。

## 火山活動史
那須火山群は約60万年前から活動が始まり、まず始めに北側にある甲子旭岳が60万年前から噴火した。次はそのやや南側にある三本槍岳が40万年から25万年前に噴火し、20万年前から5万年前までさらに南側の朝日岳と南月山が活動した。これらの火山は流動性の少ない安山岩質溶岩以外に、流動性の良い玄武岩質溶岩も噴出し、現在見られる広大な裾野を形成した。現在噴気活動をしている茶臼山は3万年前から活動しているが、この山は流動性の少ない安山岩のみを噴出しているため、こんもりと盛り上がった溶岩ドームになった。有史後の噴火は爆発型で泥流を生じやすく、1408年から1410年の活動では茶臼岳溶岩ドームが形成されると共に、噴出し降下した溶岩による火砕流が発生し、犠牲者180余名を出したとの記録が残る。以降は小規模な水蒸気噴火や地震群発を繰り返している。

現在、那須岳の活発な火山活動は、周辺にたくさんの温泉を噴出させている。有毒な火山ガスを出して近づく生き物を死に至らしめる場所もあり、とくに殺生石は有名で、周辺は公園化しており、駐車場も整備されている。ただし、殺生石の周りは危険につき立ち入り禁止である。
なお本火山は火山噴火予知連絡会によって火山防災のために監視・観測体制の充実等の必要がある火山に選定されている。

## 登山
毎年、5月に開山祭、11月に閉山祭が行われる。

### 峠の茶屋
峠の茶屋（標高1,462m）は那須岳の登山口であり、峠の茶屋駐車場、登山指導センター（登山カード投入所)、峠の茶屋 (軽食・土産物店) がある。
栃木県道17号那須高原線（旧ボルケーノハイウェイ）を北上し、那須ロープウェイ山麓駅を左に見てさらに上ると、峠の茶屋駐車場に着く。一般車はこれより先には進めない。路線バスの東野バス（ＪＲ那須塩原駅・黒磯駅〜ロープウェイ山麓駅）を利用する場合は、山麓駅のバス停から徒歩で20分前後で到達できる。
峠の茶屋駐車場から那須岳に続く登山道は、最初広葉樹が生え木製の階段と土、ところどころに岩の段差などがある道であるが、やがて岩と小石の道となり木々も少なくなって見晴らしが良くなる。坂もさほど急ではなく岩には要所要所にペインティングがあるので初心者や子供連れでも問題なく登れる。ただし大小岩石の道が続くので落石させないように注意して歩く必要はある。登山道の北側は急な谷であり、その向かい側には朝日岳の鋭鋒が見える。

### 峰の茶屋跡
峠の茶屋から登り続けると、那須岳の稜線上の峰の茶屋跡（標高1,678m）に着く。峰の茶屋跡は、茶臼岳山頂方面、朝日岳方面、三斗小屋温泉方面の各登山道の分岐点であり、峰の茶屋跡避難小屋がある。

### 那須ロープウェイ
茶臼岳を登頂する場合、那須ロープウェイを利用すると、7合目の山麓駅から9合目の山頂駅まで約4分、山頂まで1時間弱で到達できる。
ロープウェイは最終時間を過ぎると無人になり、登山時に稼働していても強風時や雷の接近時など悪天候の場合は最終時間前に運休となるため山頂付近での天候急変には注意を要する。
平地と山頂付近では約10度ほど温度差がある。軽装のまま茶臼岳を目指す観光客も少なくなく、中にはサンダル履きや日傘を差しての散策者も見られるが、足元には火山礫の大小の岩石が多く歩き難い上、（2002年以降の新装ゴンドラは強風対策の制振装置が搭載されたとはいえ）強風など天候の急変でロープウェイが運休となることも考えられ、下りは歩いて帰る事態も想定してロープウェイ利用時であっても歩き易い運動靴を履き適切な飲食物を持参するのが望ましい。なお、山頂駅では登山靴を貸し出している。
マイカーの場合、国道4号または東北自動車道那須インターチェンジから栃木県道17号那須高原線（那須街道、ボルケーノハイウェイ）に入り、那須湯本、殺生石、那須高原、弁天温泉、大丸温泉を通過して、さらに上ると那須ロープウェイ山麓駅に着く。

## 高山植物
那須岳は2000mに満たない山であるが、涼冷かつ保水性は低いが日照がよい砂地土壌のため高山植物が豊富。尾根筋にはハイマツが茂り秋にはリンドウの紫が目を引く。少し下るとあちこちにアズマシャクナゲの群落があり、那須温泉郷の周辺は各種のツツジが咲く。

## 参考画像

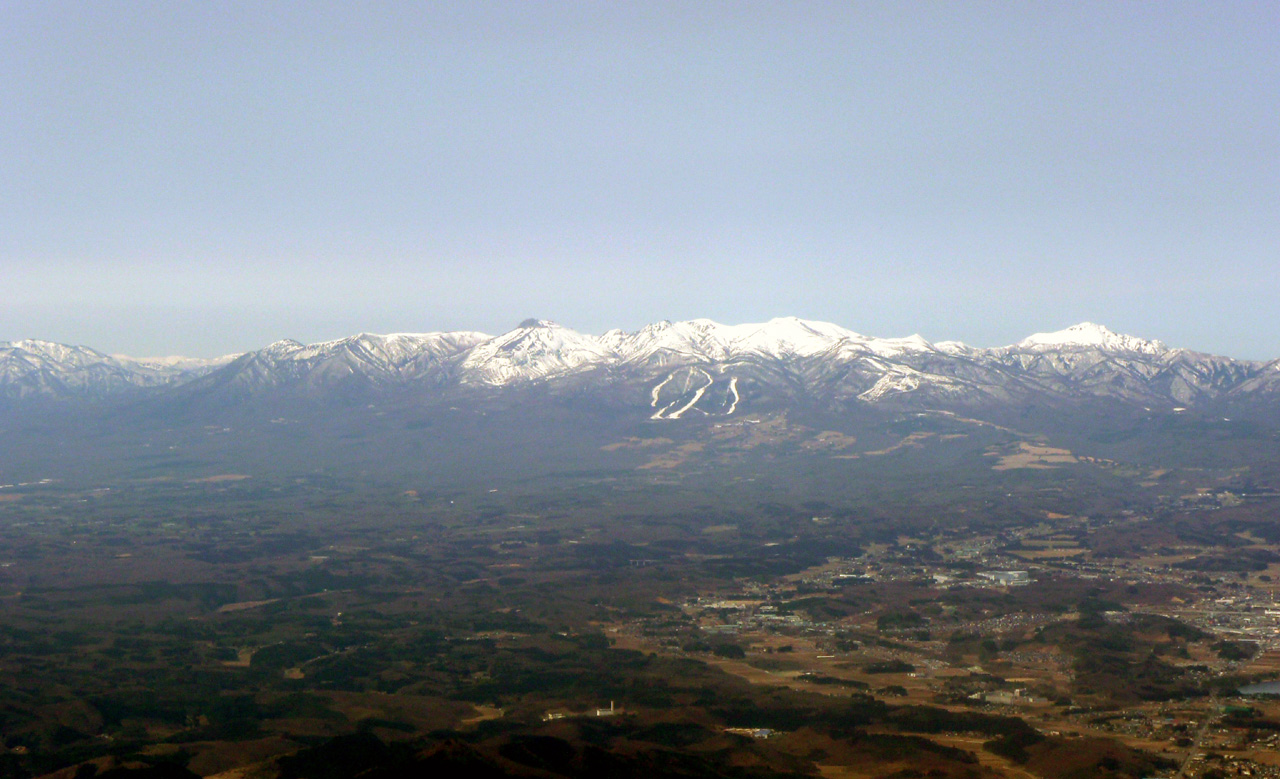
那須連山
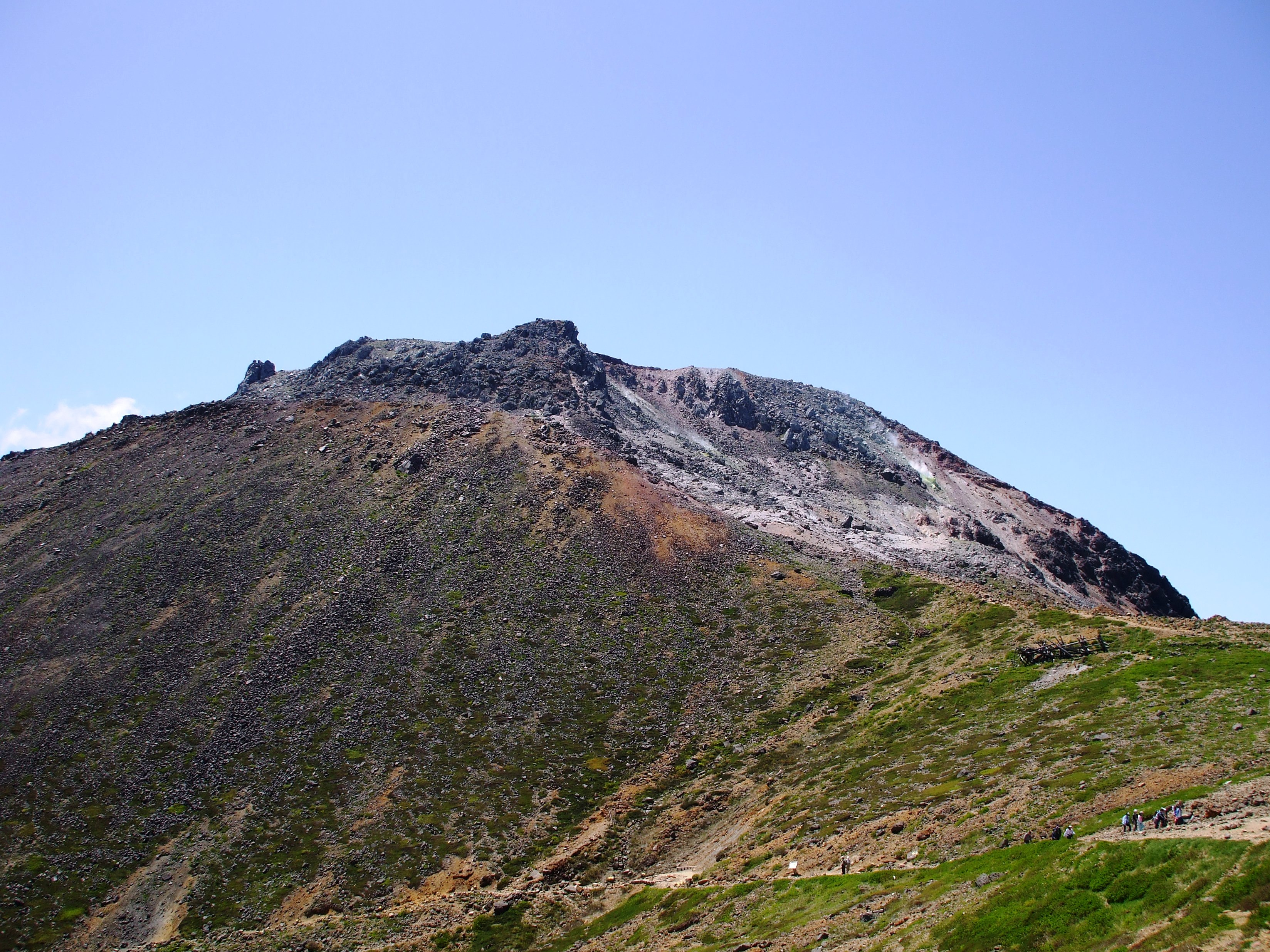
朝日岳付近より茶臼岳を望む
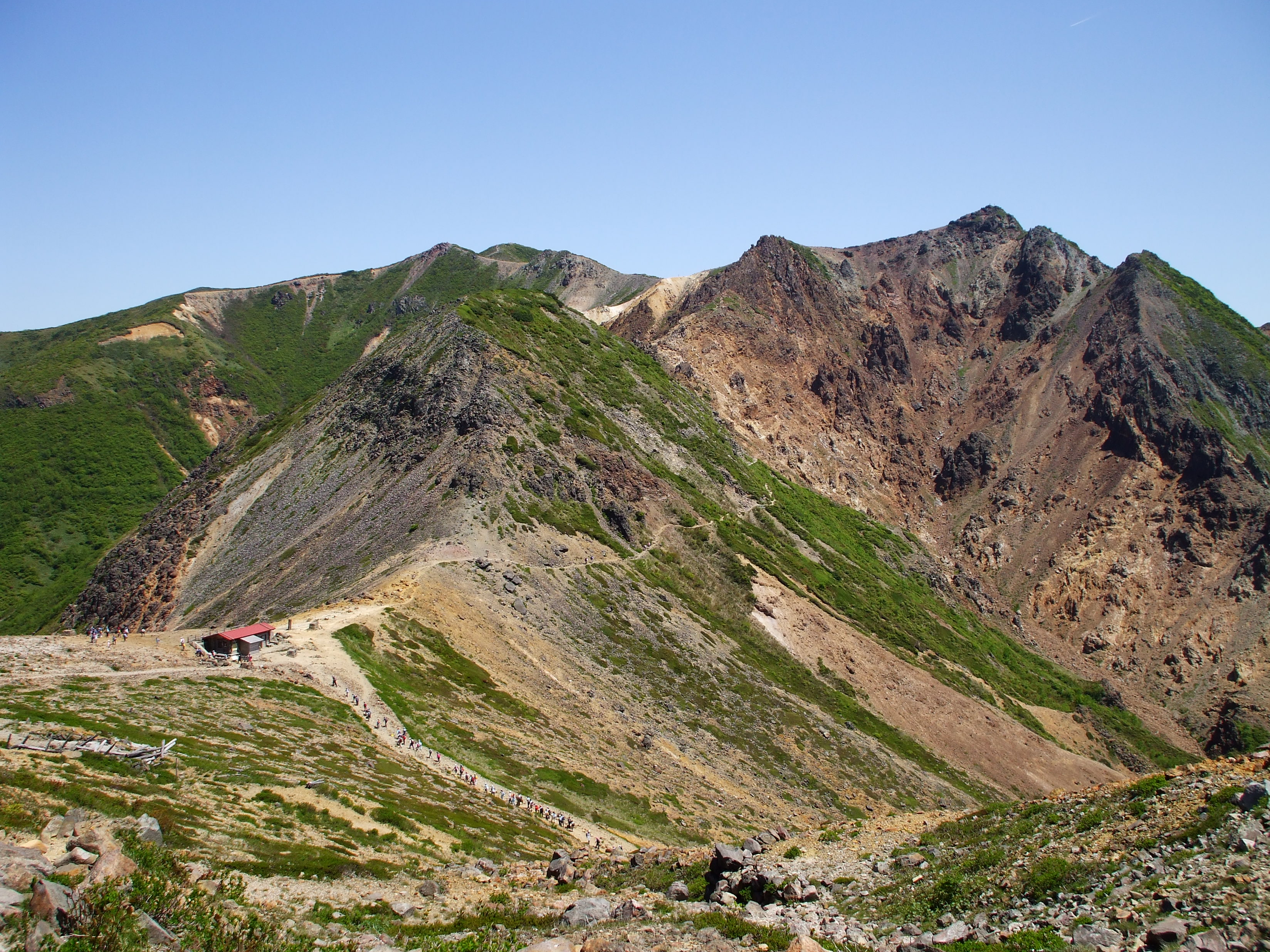
茶臼岳付近より朝日岳を望む
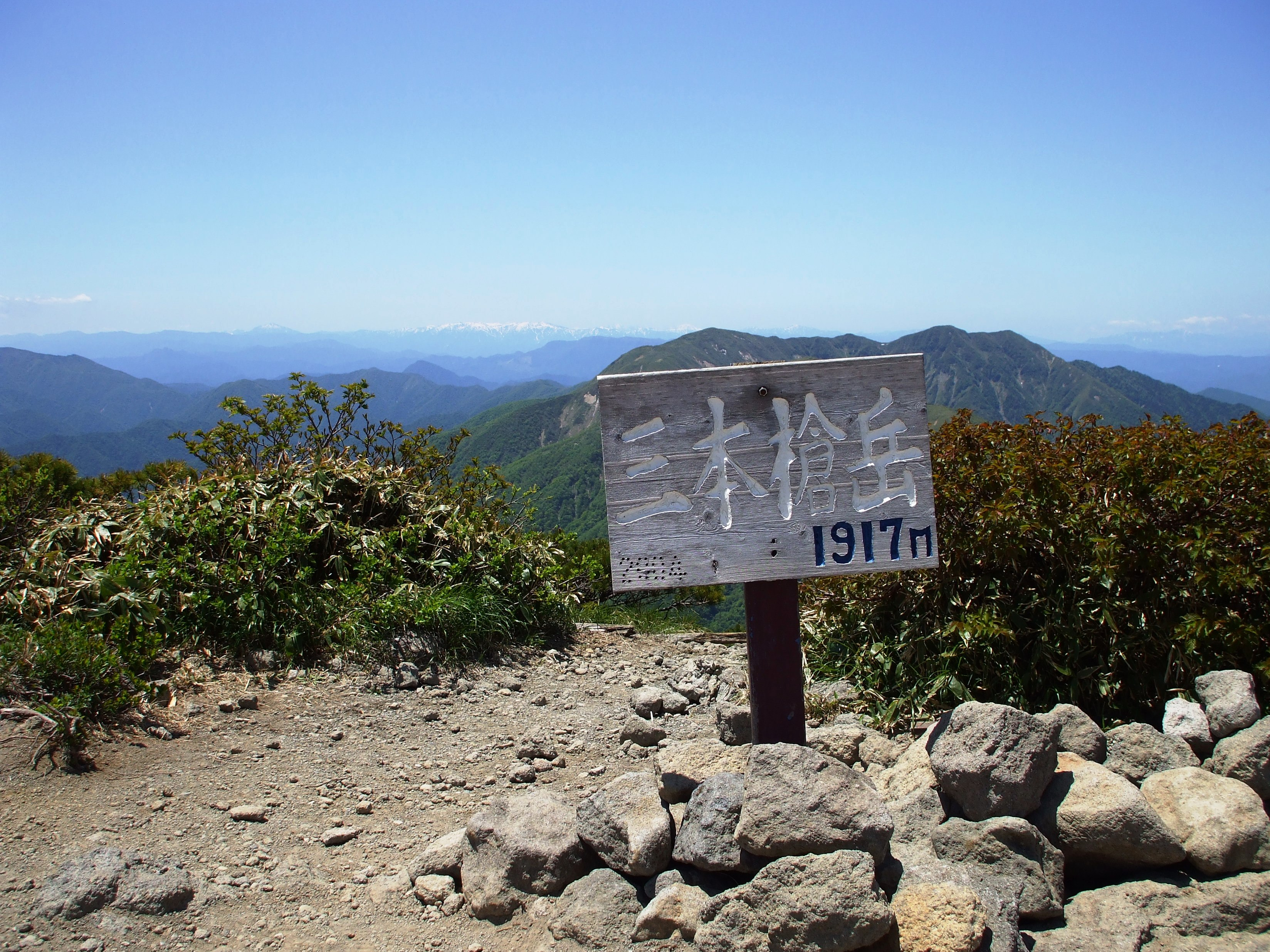
三本槍岳の頂上
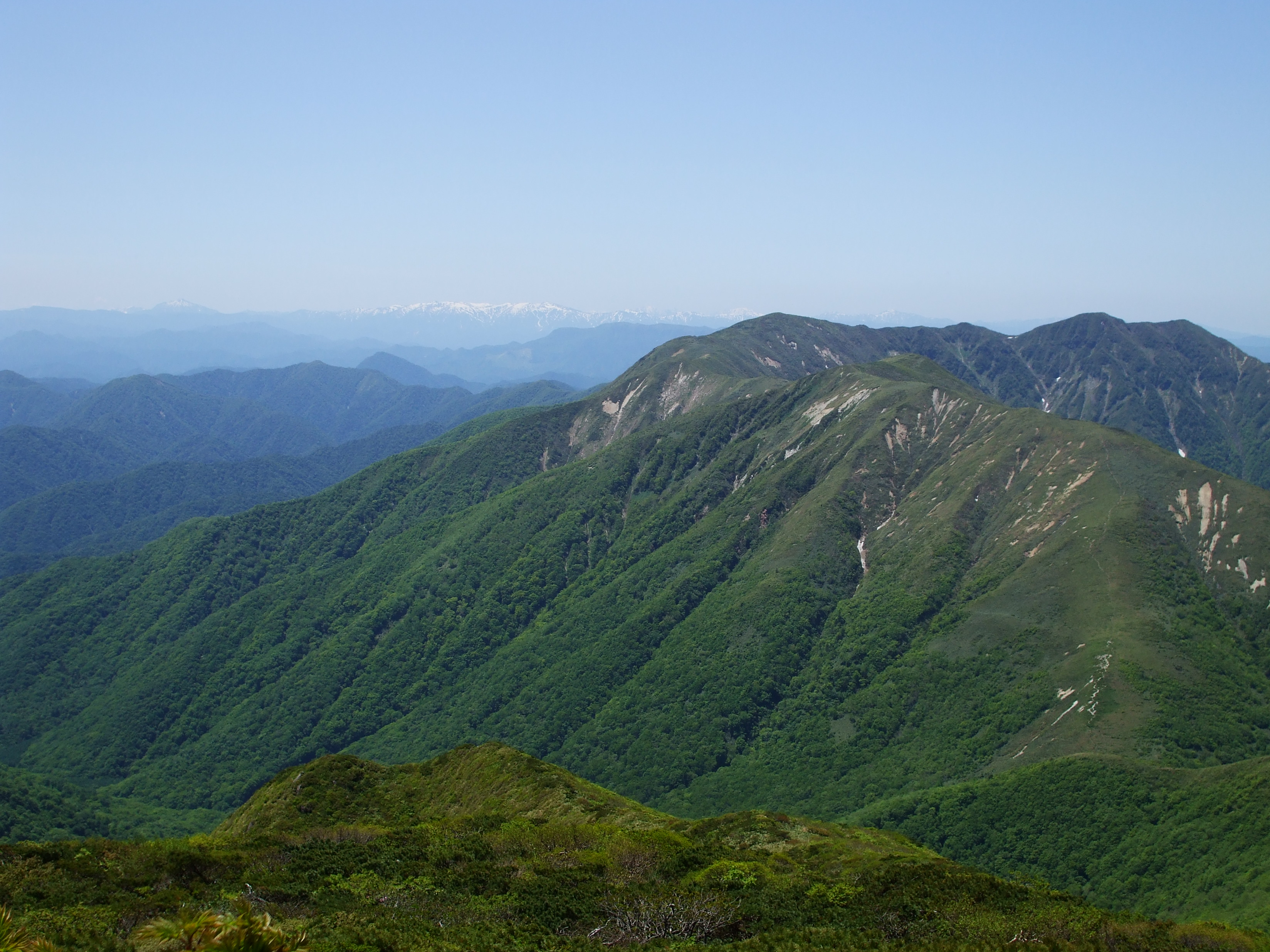
三本槍岳より西を望む
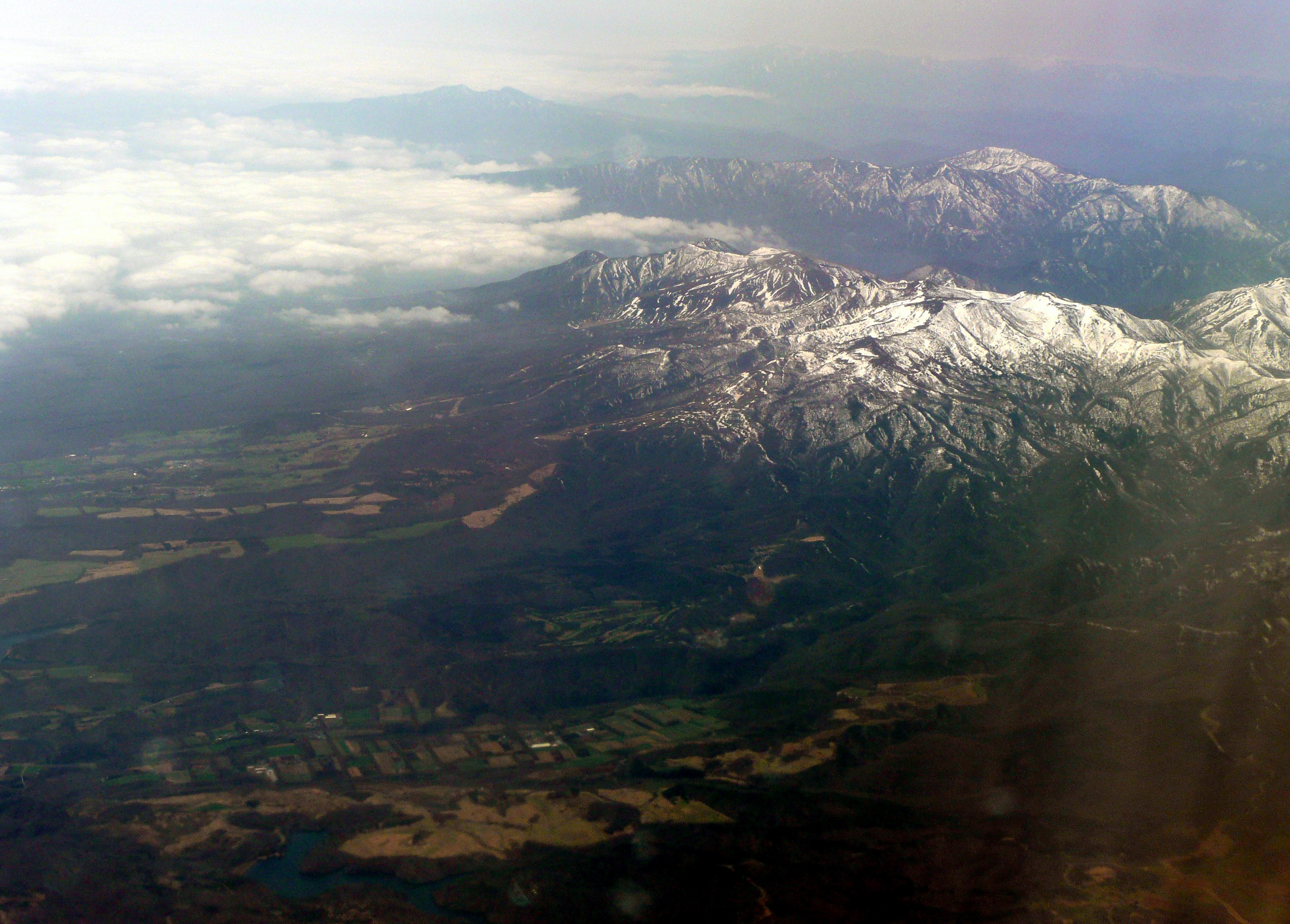
北方上空より 茶臼岳を中央火口丘とするカルデラ地形が見て取れる
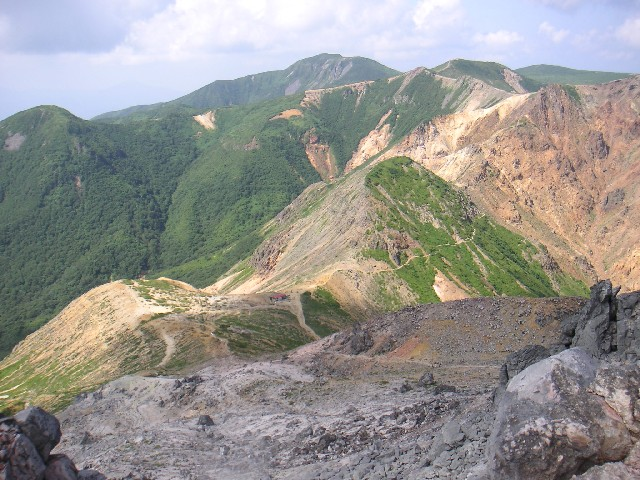
茶臼岳山頂付近から北方向
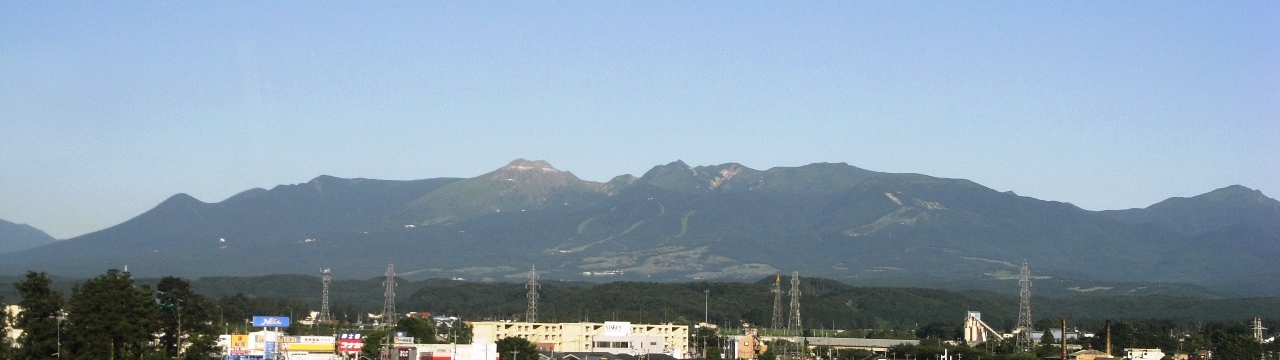
白河市より見る那須岳
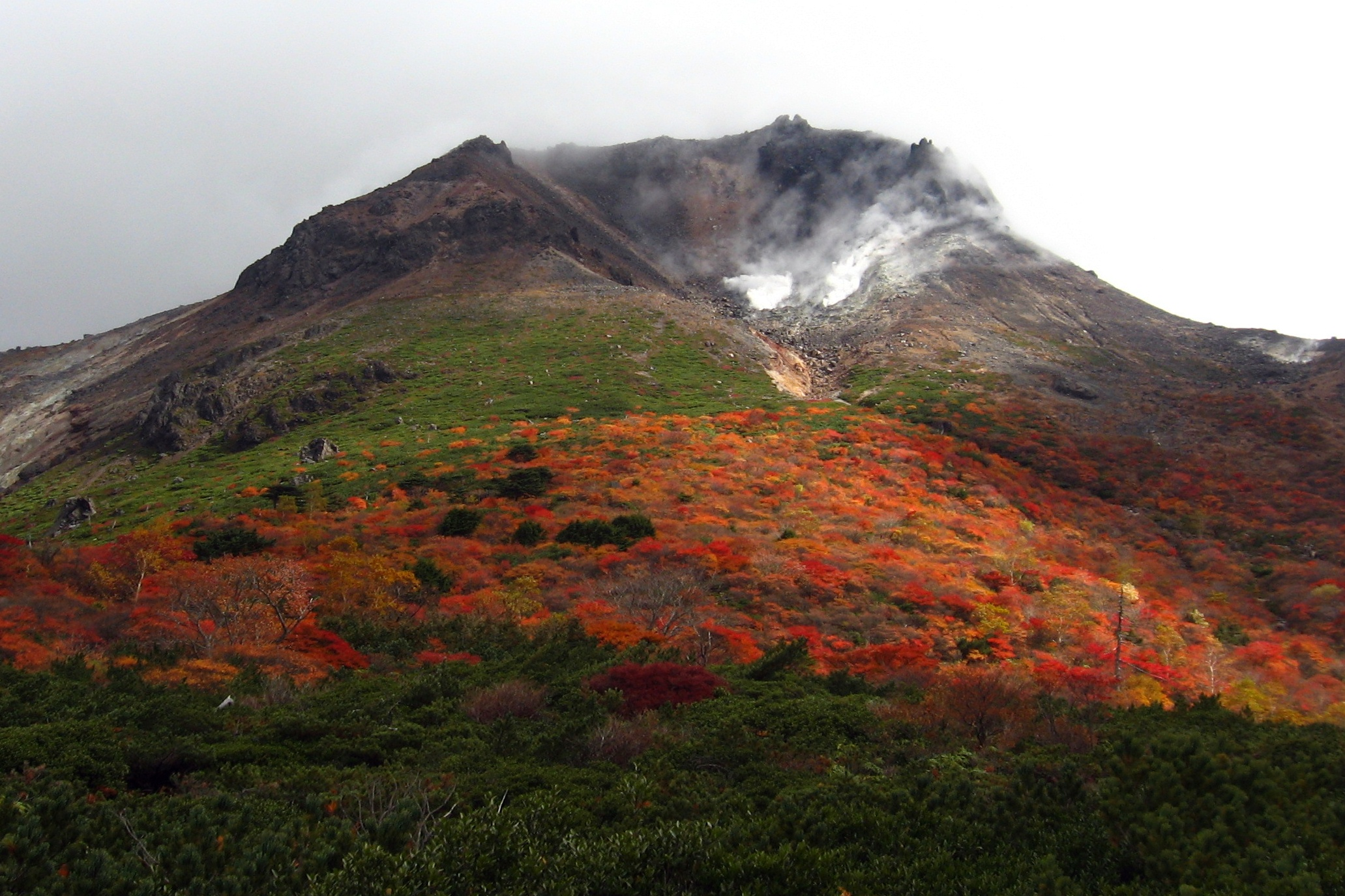
茶臼岳と噴気口
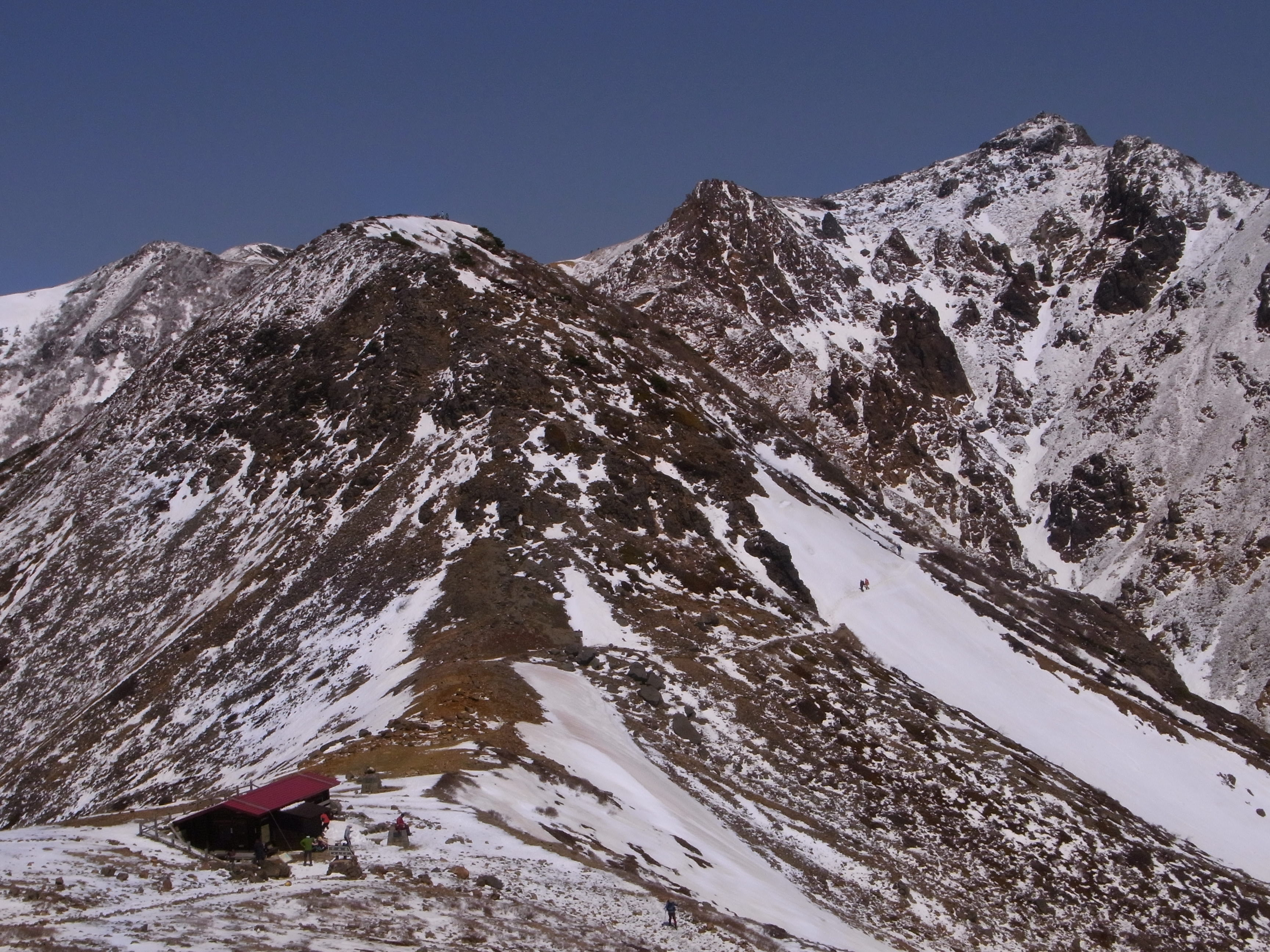
峰の茶屋跡避難小屋
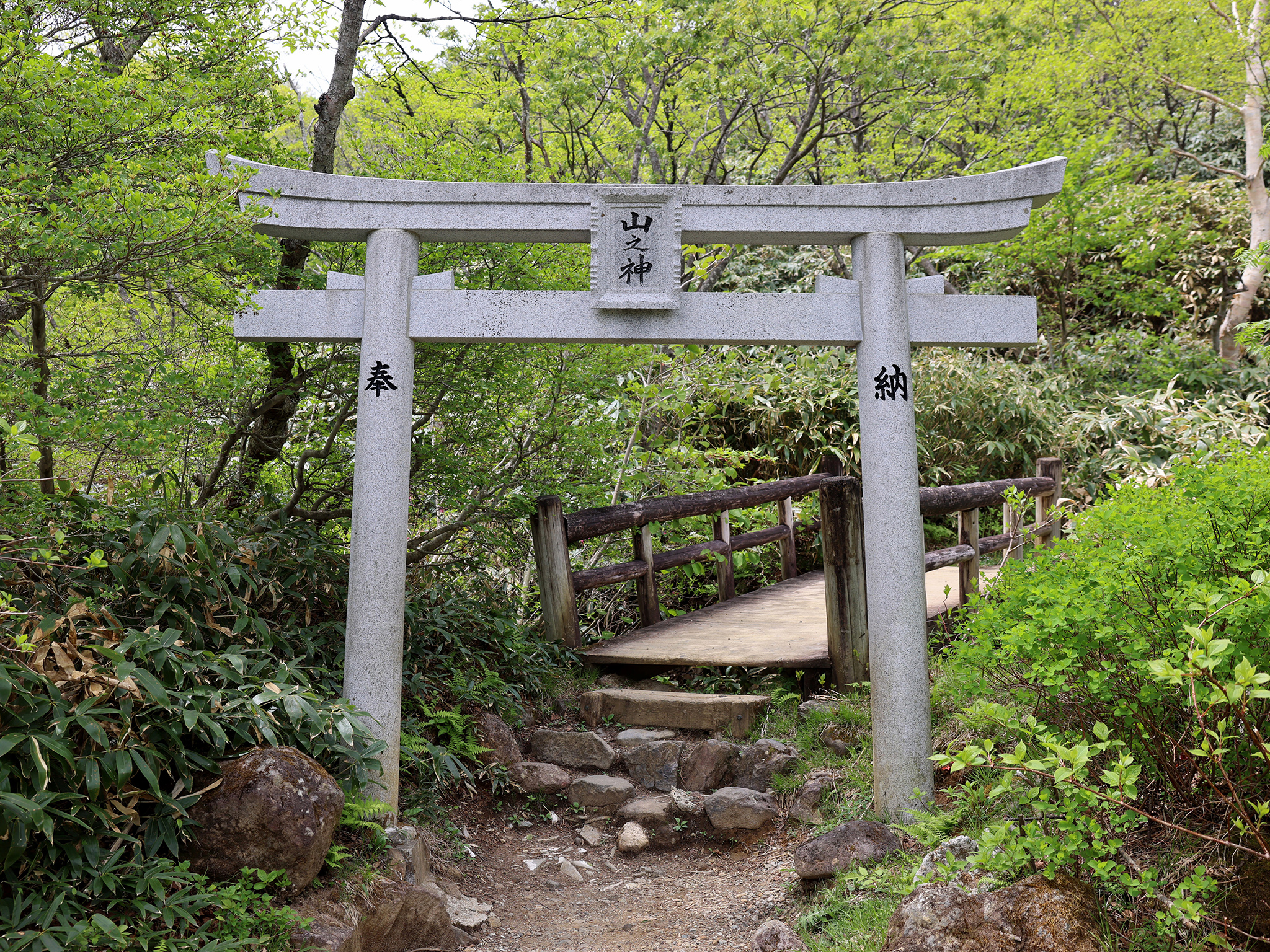
那須岳登山口に鎮座する山之神の鳥居
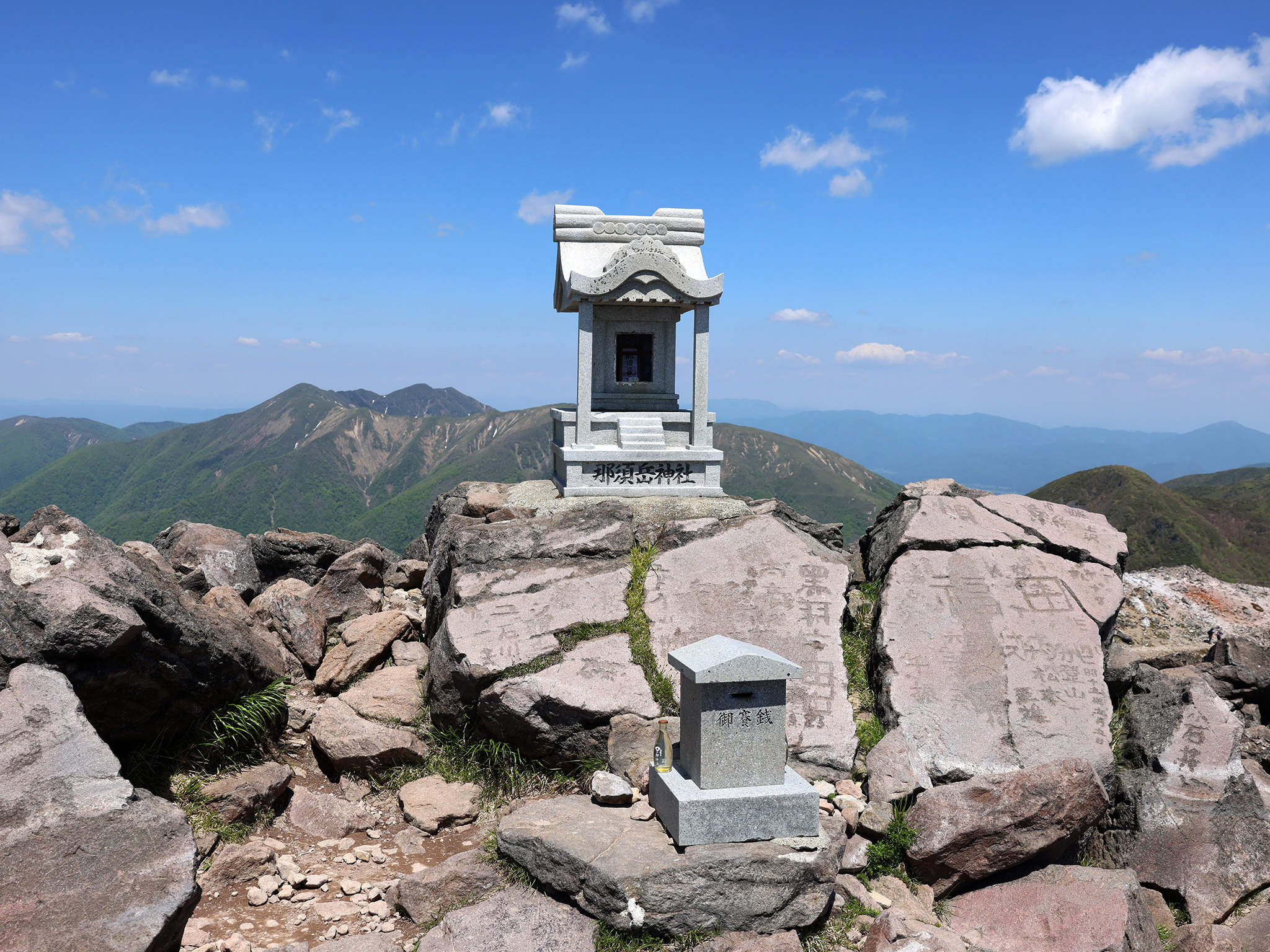
茶臼岳頂上に鎮座する那須岳神社

## 参考資料
- 日本国土地理院 地図閲覧サービス 2万5千分1地形図名：那須岳(日光)
- 環境省 日光国立公園 那須甲子・塩原地域 指定書
- 環境省 日光国立公園 那須甲子・塩原地域 管理計画書
- 栃木県 地域防災計画 火山災害対策編（平成22年6月14日修正）
- 桜島国際火山砂防センター 那須岳
- 火山学者に聞いてみよう -トピック編- 身近の火山：北関東・甲信越地方 日光火山 Question #307
- ゼンリン地図 栃木県那須郡那須町大字湯本周辺
- 深田久弥『日本百名山』（新潮文庫、1978年）